# Frank Augustin (Radsportler)

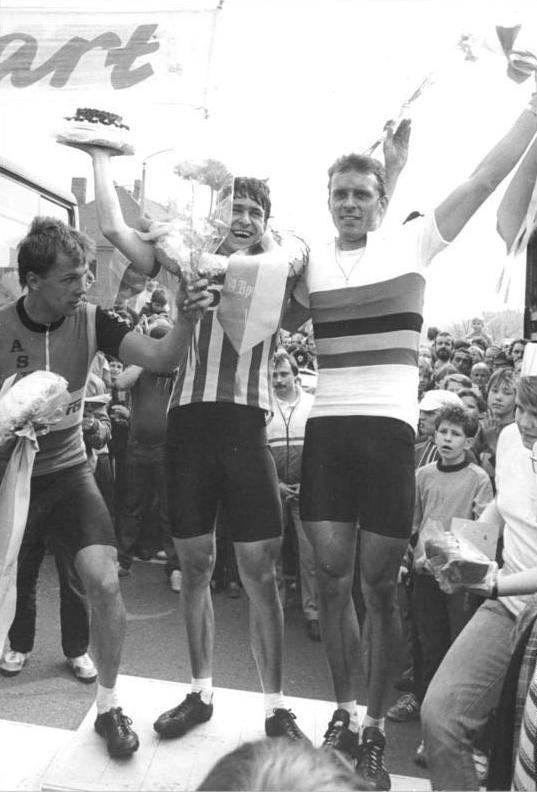
Frank Augustin (links) mit Olaf Merkel (Mitte) und Uwe Ampler (rechts) im Jahr 1986

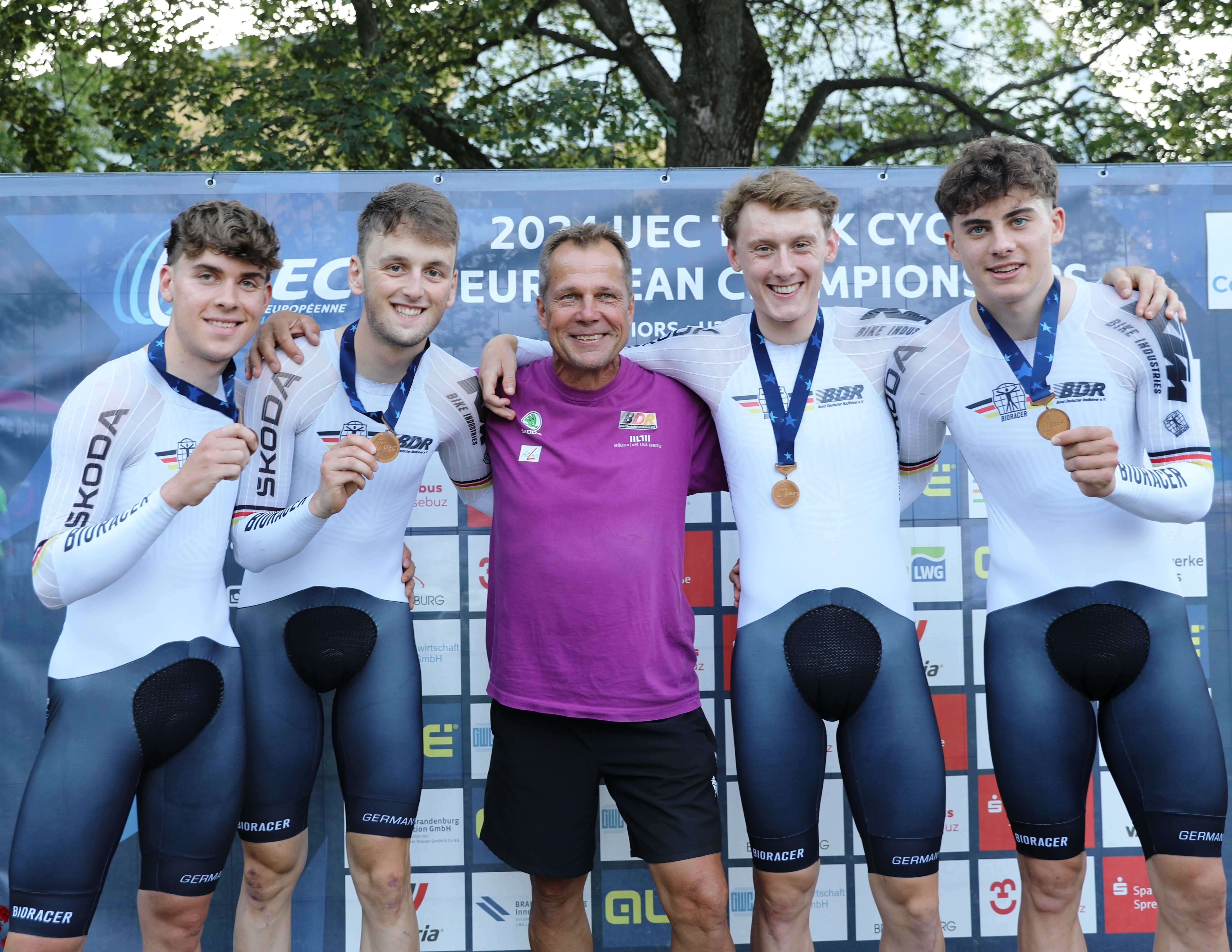
Augustin (M.) als Trainer des MU23-Vierers, der bei den Europameisterschaften Bronze gewann

Frank Augustin (* 2. Oktober 1966 in Ludwigsfelde) ist ein deutscher Radsporttrainer und ehemaliger deutscher Radsportler.

## Karriere
Ab 1980 besuchte er die Kinder- und Jugendsportschule in Frankfurt an der Oder. Er startete während seiner leistungssportlichen Laufbahn für den ASK Vorwärts Frankfurt an der Oder, 1990 wurde er in die Sportfördergruppe der Bundeswehr übernommen und wechselte Anfang der 1990er Jahre zum HRC Hannover. Mit vorderen Platzierungen in der Polen-Rundfahrt, der Belgien-Rundfahrt und der Friedensfahrt machte er sich einen Namen. Augustin nahm 1990 und 1991 an den UCI-Straßenweltmeisterschaften teil (beste Platzierung 1990 41.) 1990 wurde er Militär-Vizeweltmeister im Straßenrennen, und als dreifacher Sieger des Radrennens Rund um Berlin zählte er zu den Spitzen des deutschen Radsports, als er 1996 seine aktive Karriere als Radrennfahrer aus beruflichen Gründen beendete. In seiner letzten Saison gewann er das Etappenrennen Vuelta a la Independencia Nacional in der Dominikanischen Republik.
Er blieb bis zum Ende seiner sportlichen Karriere Mitglied im Frankfurter Radsport Club 90 e.V.
Von 2012 ab arbeitete Augustin als Sportlicher Leiter im LKT Team Brandenburg. 2015 war er für ein Jahr Betreuer beim Frauenteam Lointek. Seit 2017 ist Augustin beim Team rad-net Oßwald als Sportlicher Leiter. Weiterhin ist Augustin als Trainer beim BDR im Bereich Bahn Ausdauer tätig.

## Erfolge
1987
- Rund um Leipzig

1989
- eine Etappe Polen-Rundfahrt
- eine Etappe Tour de Wallonie
- zwei Etappen Baltic Sea Friendship Race

1990
- zwei Etappen Milk Race
- zwei Etappen Clásico RCN
- Militär-Weltmeisterschaft – Straßenrennen

1991
- Rund um Berlin
- ein Etappenabschnitt Friedensfahrt[7]
- Berlin–Leipzig

1992
- Rund um Berlin
- zwei Etappen Friedensfahrt

1993
- eine Etappe Bayern-Rundfahrt
- eine Etappe Friedensfahrt

1994
- eine Etappe Tour de Taiwan

1996
- Vuelta a la Independencia Nacional[8]
- eine Etappe Österreich-Rundfahrt
- Rund um Berlin